# برابری اجتماعی
برابری اجتماعی (به انگلیسی: Social equality) اموری از یک دولت است که در آن همه افراد یک جامعه خاص یا گروه‌ها وضعیت یکسانی در جنبه‌های خاصی، از جمله حقوق مدنی، آزادی بیان، حقوق مالکیت، و دسترسی برابر به کالاها و خدمات اجتماعی داشته باشند. با این حال، آن نیز شامل مفاهیم عدالت در سلامت، برابری اقتصادی و دیگر اوراق بهادار اجتماعی است. این همچنین شامل فرصت‌ها و تعهدات برابر، و غیره در کل جامعه است. برابری اجتماعی نیاز به حذف طبقه اجتماعی یا کاست از نظر قانونی در اجرا و عدم وجود تبعیض در بخش غیرقابل انکار هویت فرد است. به عنوان مثال، سن، جنس، نژاد، گرایش جنسی، اصل و نسب، طبقه یا کلاس، درآمد یا اموال، زبان، مذهب، اعتقادات، نظرات، سلامت یا معلولیت نباید به رفتار نابرابر تحت قانون و کاهش فرصت غیر منصفانه منجر شود.
برابری ضرورتی اجتماعی و نیازی روانشناختی است بیعدالتی میتواند موجبات صدمات روانشناختی و آسیب های اجتماعی باشد این بدان معناست که تلاش برای توسعه عدالت علاوه بر اینکه ضرورت و نیازی روانشناختی است میتواند در پیشگیری از آسیب های اجتماعی مورد توجه باشد.

## مفهوم برابری
برابری به انگلیسی equality، یکسان انگاری میان همگان است، این مفهوم در کنار مفهوم آزادی دو مفهومی است که در دنیای معاصر از بیشترین محبوبیت برخوردار است. بسیاری از کنش‌های اجتماعی دردنیای معاصر بر محور این دو مفهوم واقع شده‌است. در فلسفه سیاسی و نیز در فلسفه اخلاق مقوله عدالت از جایگاه رفیعی برخوردار است. در این میان برابری در ساختار عدالت جایگاهی بس مهم دارد. ارسطو در اخلاق نیکوماخوس، عدالت را به دو معنای برابری، اعتدال و گاه نظم تفسیر می‌کند. برخی دیگر از فیلسوفان نیز عدالت را مساوی برابری دانسته‌اند. اگر عدالت را به معنا و همسنگ با برابری ندانیم بی تردید برابری نقشی مهم و غیرقابل انکار در ساختار عدالت دارد. شاهد این مدعا آن است که بسیاری از نظریه‌های عدالت معاصر، نظریه خود را در بستری از برابری مطرح ساخته‌اند. برای مثال رالز عدالت را به معنای برابری در خیرات و آزادی‌ها تفسیر می‌کند. از نظر جان رالز، هر فرد باید صاحب حقی مساوی نسبت به گسترده‌ترین مجموعه کامل از آزادی‌های اساسی باشد، به گونه ای که برخورداری او مشابه برخورداری افراد دیگر از این مجموعه آزادی‌ها باشد. این نگاه رالز به عدالت، دربردارنده نگاهی محوری به مفهوم برابری در کنار مفهوم آزادی است. 

## برابری از نگاه اسلام
در اسلام بر یکسان بودن همه انسان‌ها در خلقت تأکید شده‌است، در قرآن کریم آمده‌است، «پس هنگامی که کار خلقت او [آدم: نخستین انسان] را به پایان رسانیدم و در او از روح خود دمیدم، همگی و بدون استثناء [بر آدم] سجده کنید.»این نگاه به انسان از انسانی به انسان دیگر متفاوت نیست بلکه همه انسان‌ها در اینکه روح الهی دارند مشترک اند، اشتراک در روح الهی به معنای برابری همگان در خلقت است.